# Добронравин, Пётр Павлович
Пётр Па́влович Добронра́вин (1908, Ростов, Ярославская губерния — 2000) — советский астрофизик.

## Биография
Родился в 1908 году в Ростове. Окончил школу II ступени, там же и увлёкся астрономией, работая в школьной астрономической обсерватории заведующим метеорологической станцией.
Работал в Пулковской обсерватории в 1934—1941 и в 1945 годах.
В 1941—1944 годах был на фронте, командовал батареей.
В послевоенные годы принимал участие в создании Крымской астрофизической обсерватории, затем работал в ней, на посту заместителя директора много сделал для развития этой организации.
Умер в 2000 году.

## Награды
- Медаль «За оборону Ленинграда» (15.8.1944)[2].
- Государственная премия СССР (1971).
- Орден Отечественной войны I степени (6.4.1985)[1].

## Память
Именем Добронравина названа малая планета (3119) Dobronravin, открытая Т. М. Смирновой 30 декабря 1972 года в Крымской астрофизической обсерватории.